# Eileithyia

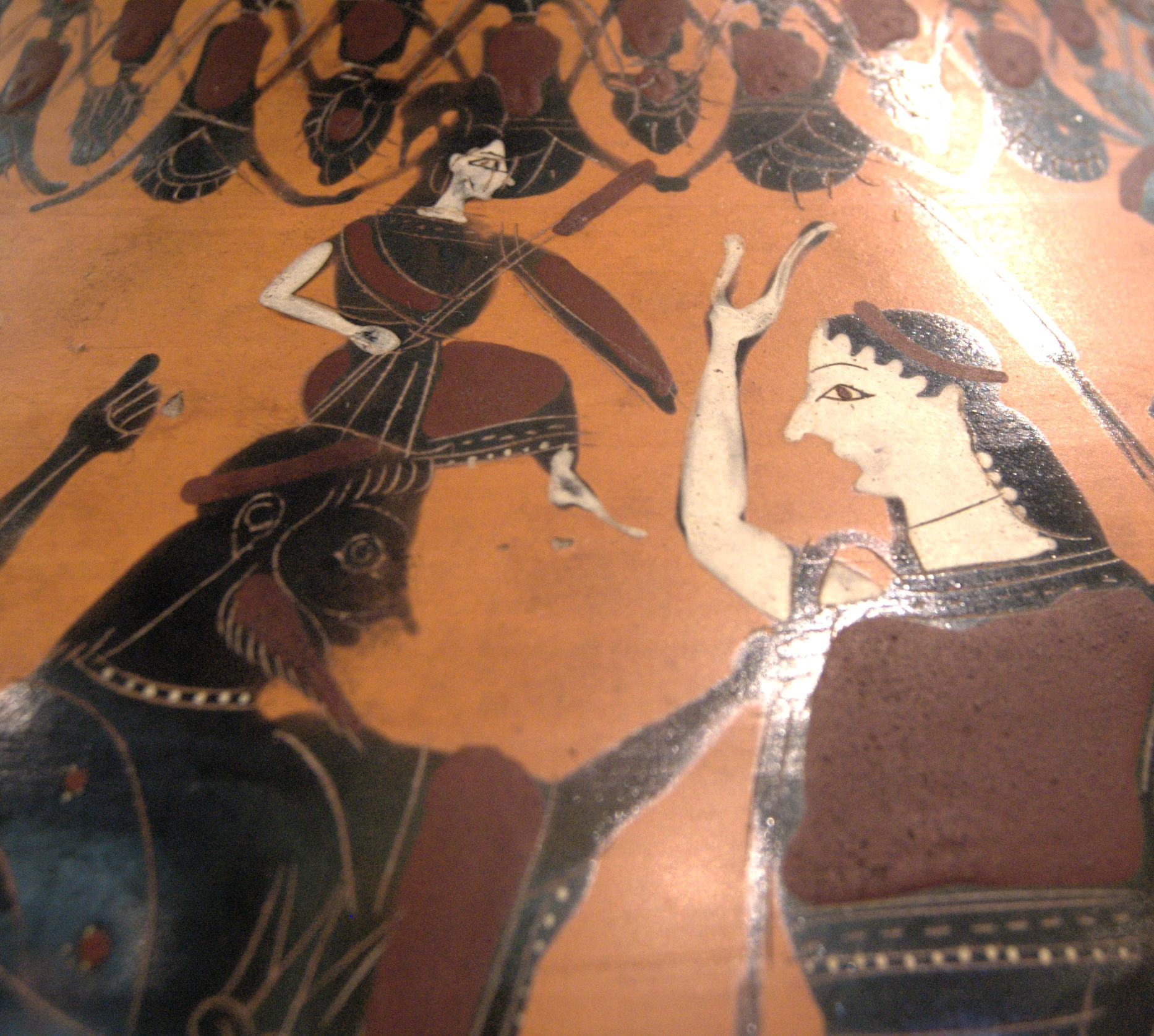

Eileithyia (Εἰλείθυια) of Ilithyia is de godin van voortplanting en bevalling. Haar naam betekent "zij die verschijnt". Van deze godheid wordt eerst gewag gemaakt in Lineair B tabletten op Kreta als Eleuthia (Ventris en Chadwick, 1973, 127 en 310). Zij was bijzonder populair in en rond het Egeïsche Zeegebied.
Een half uurtje ten zuiden van Heraklion ligt de Eileithyiagrot. Votiefoffers wijzen er op bijna ononderbroken gebruik als offerplaats vanaf 3000 v.Chr., bij het begin van de Minoïsche cultuur.
De Grieken stelden de oeroude moedergodin Nechbet gelijk met Eileithyia toen ze afbeeldingen aantroffen waar deze het goddelijk faraokind voedt en beschermt.
In de Griekse mythologie is Eileithyia een dochter van Zeus en Hera. Vrouwen die in barensnood verkeerden, riepen haar vaak aan samen met haar moeder en later ook met Artemis. Met deze goden werd ze vaak ook geïdentificeerd.
Thalna is haar equivalent uit de Etruskische mythologie.